# Magu

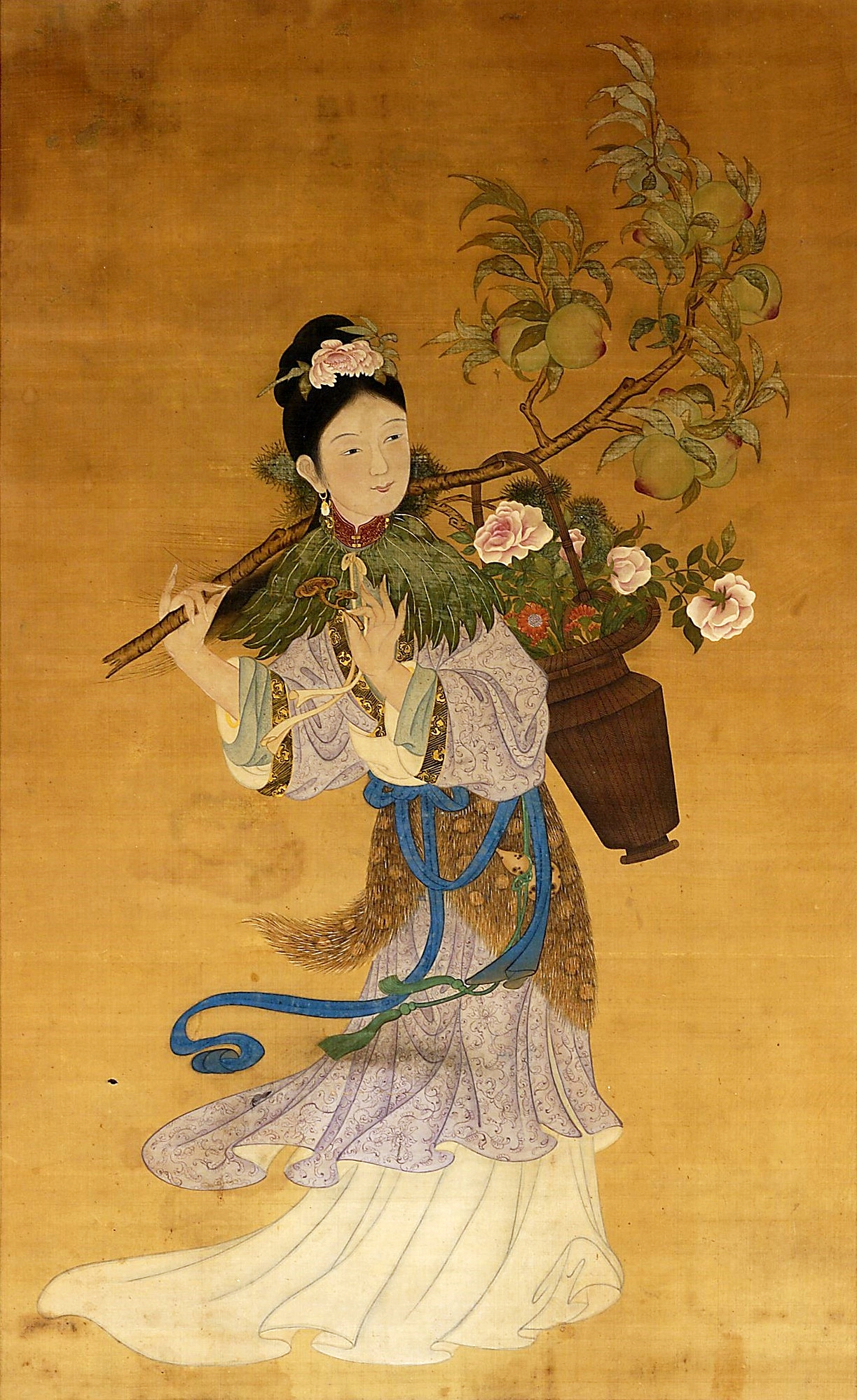
Mágū, Gottheit der Langlebigkeit (麻姑獻壽)

Mágū (chinesisch 麻姑, Pinyin Mágū, W.-G. Ma-ku, koreanisch 마고 Mago) ist eine berühmte daoistische Unsterbliche der chinesischen Mythologie.
Sie ist neben Xīwángmǔ eine der ältesten chinesischen Gottheiten und mit Amaterasu (eine der wichtigsten Gottheiten des Shintō) assoziiert.

## Etymologie
Mágūs Name verbindet das chinesische Schriftzeichen má (麻)  mit gū (姑), der Bezeichnung für eine Frau, oder Priesterin. Das Ideogramm má zeigt Pflanzen, welche in einem Schuppen trocknen, und steht so für die Hanfpflanze oder auch deren Rinde. Es wird vermutet, dass ihr Name mit dem altpersischen Wort „Magus“ für Zauberer oder Magier in einem Verwandtschaftsverhältnis steht.
In China soll ein „Mago“ genanntes Mittel als über den Mund aufzunehmendes Betäubungsmittel bekannt gewesen sein, dass unter anderem Eisenhut und Bilsenkraut enthielt.

## Legende
Der Legende nach herrscht sie über das Gleichgewicht der kosmischen Musik und Vibration. In der chinesischen Literatur wird sie meist als hübsche junge Frau mit langen Fingernägeln beschrieben.
In der chinesischen Kunst wird Mágū in der Regel mit einem Korb dargestellt, in dem sie Cannabis oder Pfirsiche mit sich führt, was auf folgende Legenden zurückgeht: 
Mágū ging eines Tages umher, als sie eine alte Frau zusammenbrechen sah. Sie bot ihr umgehend einen Pfirsich an, um ihr zu helfen, und als die alte Frau so zu Kräften gekommen war, bat sie noch um ein wenig Brei, weshalb Mágū nach Hause eilte und zu kochen begann.
Mágūs Vater wurde jedoch sehr wütend, als er dies erfuhr, da er es nicht gut hieß, dass Mágū Brei für eine Fremde zubereitete, weshalb er sie einsperrte. Mágū floh jedoch, um der Frau dennoch zu helfen, fand an dem Ort, an dem sie gelegen hatte, jedoch nur noch einen Pfirsichkern.
Nachdem ihr die alte Frau jedoch in einem Traum erschienen war, pflanzte Mágū den Pfirsichkern, aus dem nach einem Jahr ein großer Pfirsichbaum wuchs. Zu jedermanns Erstaunen blühte er nach ein paar Monaten und nicht lange danach trug er große rote Pfirsiche. Diese verteilte Mágū besonders unter den armen und alten Menschen, die sie so heilte und die sie seither als Göttin der Langlebigkeit verehren.
Mágū hütete der Legende nach auch den Berg Tài Shān (泰山) in der Provinz Shāndōng, auf dem Cannabis traditionell am siebten Tag jedes siebten Monats gesammelt wurde.

## Korea
Im Koreanischen werden die chinesischen Zeichen – 麻姑 – als Mago (마고) gesprochen. Sie ist eine der Gottheiten des koreanischen Entstehungmythos. Sie wird auch „Großmutter Mago“ (마고 할미 Mago halmi) genannt. Dennoch wird sie auch in Korea als junge Schönheit dargestellt. Großmutter ist hierbei als Ehrentitel zu sehen, der für „Mutter der Koreaner“ steht.
Mago ist die Göttin, die, nachdem Mireuk und Cheonjiwang den Himmel und die Erde sowie Sonne und Mond erschaffen haben, geografische Landschaftsformationen wie Berge und Flusse erschuf. In der koreanischen Mythologie ist Mago sehr groß.